# メスフラスコ

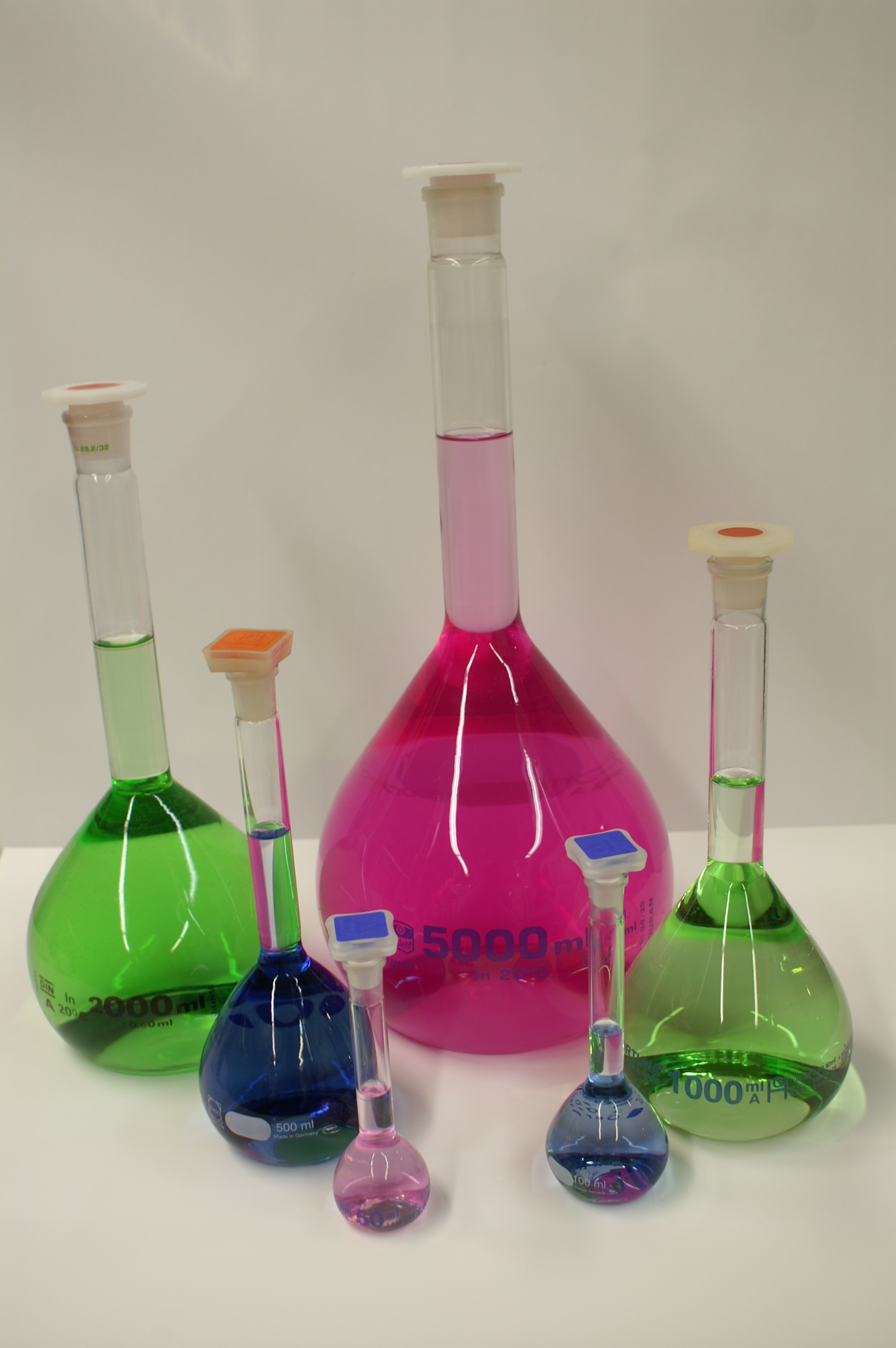
色々な容量のメスフラスコ

メスフラスコないし全量フラスコ（ぜんりょうフラスコ、独: Messkolben、英: volumetric flask）とは、分析化学の分野で試料や溶液を一定量まで希釈するのに用いる実験ガラス器具。滴定用器具（受用容量器具）の一種である。

## 概説
メスフラスコは一定の容量をもつ平底のフラスコで、印（標線）まで液体を入れたときに、その体積が与えられる仕組みになっている。ガラスまたはプラスチックで作られ、胴体部の平底の球体と長い首の部分から構成される。また、栓は本体と摺合せで出来ているガラス製かプラスチック製である。
標線は首部分にあるすり加工によって水位を示す1つの輪で、規定体積を示し、その他には許容誤差や製造メーカー、検定を受けたものは較正温度、精度等級、検定検印などがラベルされている。普通は、無色透明のガラスもしくはプラスチックで作られるが、硝酸銀やビタミンAなど遮光が必要な物質を操作するために、褐色透明の素材で作られるものもある。
栓は落下や紛失を防ぐために紐で本体に結ぶこともある。

## 操作方法
メスフラスコは規定溶液を調製するのに用いられる。典型的な操作法の例として1N塩化ナトリウム溶液の調製を例に示す。 規定体積1000mlのメスフラスコに1mol（58.4g）の塩化ナトリウムを投入し、塩化ナトリウムを計った容器の洗いこみを含めておよそ800mlの精製水をメスフラスコに一旦入れる。口に栓をしてメスフラスコを緩やかに振り動かして完全に結晶を溶解し均一化させるとともに、適宜静置して溶液を室温（通例20℃）に馴化させる。その後に精製水を加え、液のメニスカス下面が標線（首部にすり線で示されている線）の上縁に達するまで追加する。メニスカスの観測は首部に黒色背景を置き、メニスカス下面を標線上縁を一致させる。
濃い溶液から規定溶液を作る場合、濃い溶液500mlに精製水500mlを加えても1000mlにならないことに留意すべきで、エタノールと水がよい例であるが、溶液を合わせて均一化すると体積が変化することがある。このような場合は、メニスカスの近傍では水の追加と振とうによる均一化を繰り返して徐々に標線に合わせ込むようにする。
メスフラスコの様な共栓フラスコはバカラクリスタルなどの様な装飾クリスタルデキャンタよりは簡素な形式の、ワイン、ブランデーやモルトウイスキーのようなアルコール飲料のデキャンタとしても使用されてきた。栓をすることで、封をしてあるのとほぼ同等に蒸発による減量を防止する。

### 栓の結わえ付け方

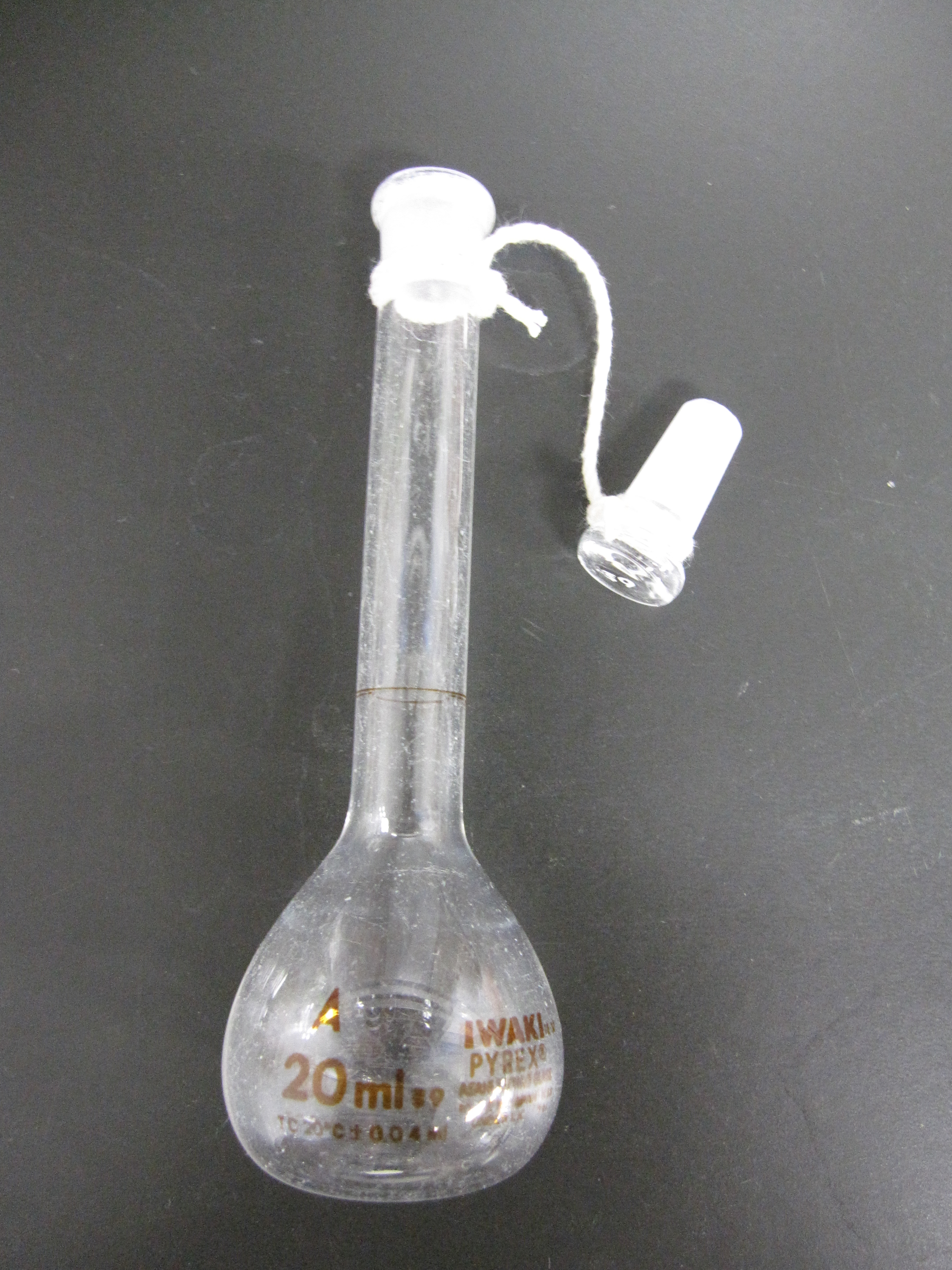
たこ糸で栓を結わえ付けたメスフラスコ

メスフラスコには栓が付いている。この栓をしたまま棚にしまってしまうと、栓が本体に固着してしまうため、棚にしまう際は、薬包紙を挟んだり、栓を外した上でしまう必要がある。しかし、薬包紙をいちいち挟むのは手間がかかり、またメスフラスコは用事必ず栓を使用する物なので、本体と栓を別々にしまうのは効率が悪い。
そこで、本体と栓をたこ糸で結わえ付けて、栓を外した状態で一緒に棚にしまえるようにする方法がある。

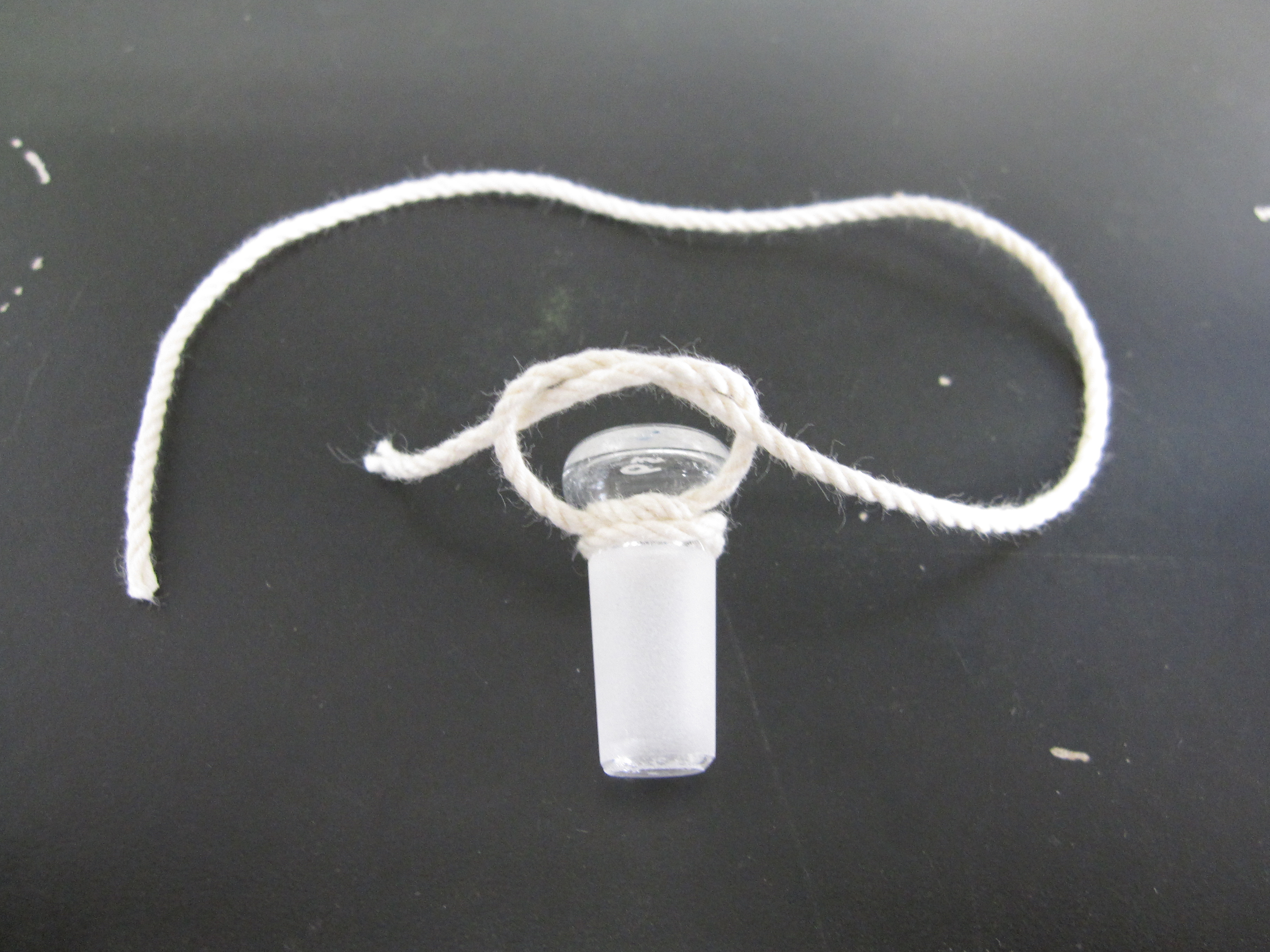
たこ糸を栓に2周回し、固結び。
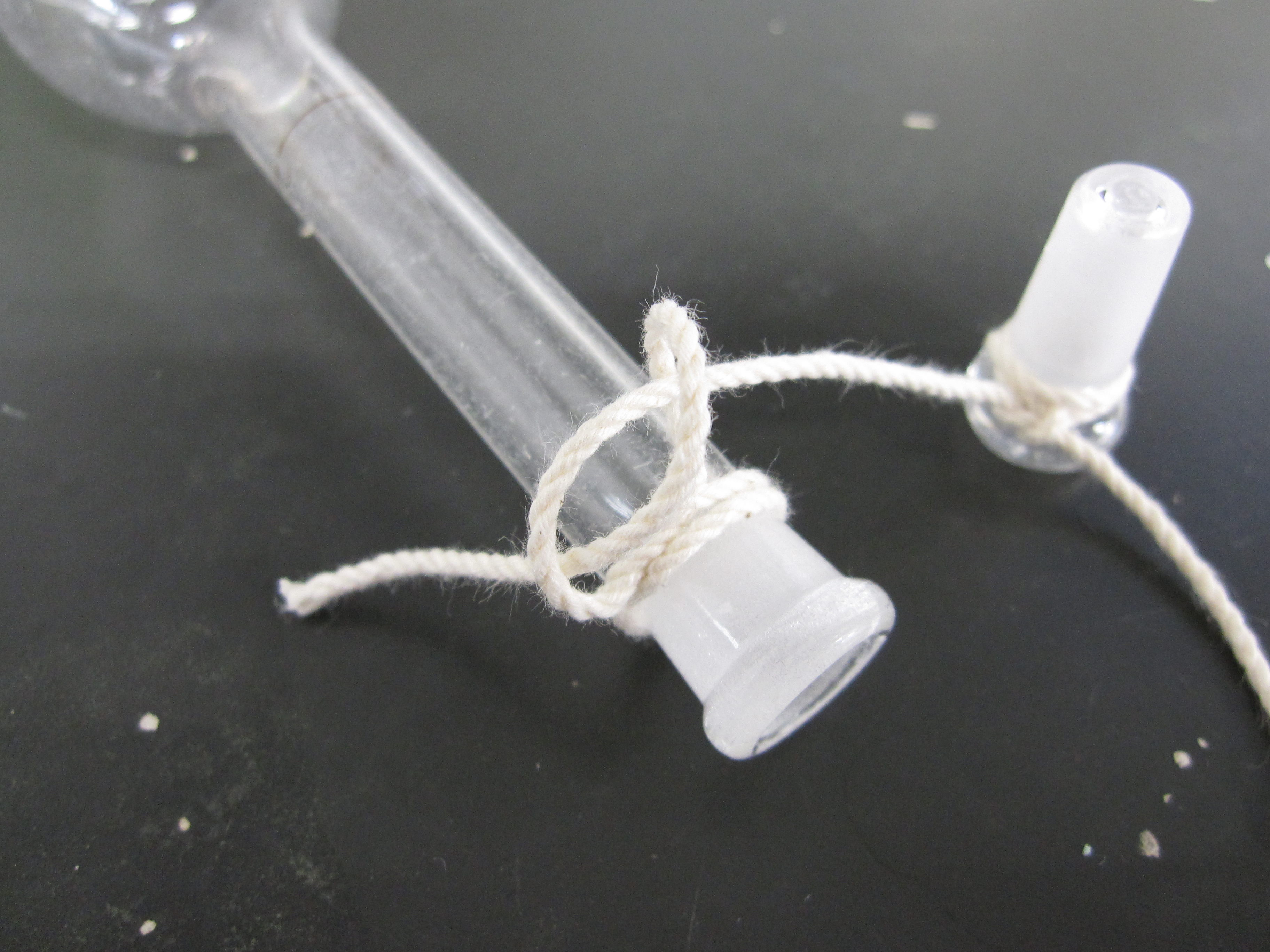
たこ糸を本体の首に2周回し、固結び。

1. まず最初に、次のものを用意する。
  - メスフラスコ本体
  - メスフラスコの栓
  - たこ糸（約30～50cm）とハサミ
2. 栓にたこ糸を2周回し、固結びで結びつける。
3. 栓から5cmほど確保した上で、メスフラスコ本体の首にたこ糸を2周回し、固結びで結びつけ、余ったたこ糸を切り取る。

## 注意点
メスフラスコは加熱してはいけない。加熱膨張と冷却収縮に伴ってガラスに歪みが生じるために保証されている検定公差から逸脱してしまう可能性がある。溶質を加熱溶解しなくてはならないときは、別の容器で加熱溶解させた後、室温まで冷却してからメスフラスコに移すようにする。
洗浄は通常、洗浄剤に浸漬しすすいだ後、蒸留水などでリンスし、逆向けにぶら下げて自然乾燥させる。ブラシなどを入れ、こすって洗浄することは内壁に傷を付け容積変化の原因となるため禁忌である。

## 規格
全量フラスコには、大別して2つの異なる等級が存在し、許容誤差が異なる。高位規格（Class A、アメリカ薬局方ないしは他国の薬局方相当公定書の基準に相当）は標線が正確で許容誤差が狭く、トレーサビリティーの為にシリアル番号が打たれている。誤差がある程度あっても構わない場合は、低位規格（Class Bないしは相当品）が使われ、定性分析や教育現場などで使用される。
標示された容量は20℃で検定された結果であるが、容器の体積膨張率は室温付近では10-5/K程度であるから室温付近での計量では無視してよい。厳密な公定分析などにおいては、検定票を参照してその容量を補正する。この際は使用する溶媒の膨張率等も考慮しなければならない。
ホールピペットの標示量がガラス表面に付着した濡れを含まない自然流下した液体の体積を表す出用であるのに対し、メスフラスコの体積の標示量はガラス表面に付着した濡れを含む受用である。そのため一定量の体積の液体を計量するためのものではなく、定容に用いられる。出用のメスフラスコも特注品などで存在はするが、その精度は受用に比べて半分程度劣るため、あまり使用されない。

## 註・出典
1. ↑  学術用語集 化学編、増訂第二版、文部科学省、2004年 ISBN 4-524-40821-5 に拠る
2. ↑  日本規格協会 1994, p. 1
3. ↑  化学分析用ガラス器具、JIS K 0050に拠る。
4. 1 2 3  “新潟県化学インターハイ実験種目手順書”. 新潟大学大会組織委員会. p. 12. 2025年3月8日閲覧。
5. ↑  Volumetric Flask - Instructions for Use Archived 2009年6月1日, at the Wayback Machine.(2009.6.10取得)の図を参照
6. ↑  日本規格協会 1994, §6 目盛 (2)
7. ↑  Volumetric Flask(2009.6.10取得)の図を参照
8. ↑  文部科学省; 教育研修センター; 大嶋稲良; 足立享志; 荒木文雄; 岩瀬信太郎; 神出建太郎; 小安由男 et al. (n.d.), “L．実験・測定の基礎 L-1 実験・培養器具 1 測容器具”, 農業科資料, 高等学校専門教科資料, コンピュータ教育開発センター,  オリジナルの2009年6月15日時点におけるアーカイブ。 2009年6月13日閲覧。
9. ↑  日本規格協会 1994, §2 等級
10. ↑  「出用」や「TD」 (To Deliverの意) 、「Ex」、「A」 (Ausgussの意) と表示される。
11. ↑  「受用」や「TC」（To Containの意）、「In」、「E」（Eingussの意）と表示される。
12. ↑  日本規格協会 1994, p. 10